# Muzzana del Turgnano
Muzzana del Turgnano (friülà Muçane) és un municipi italià, dins de la província d'Udine. L'any 2007 tenia 2.696 habitants. Limita amb els municipis de Carlino, Castions di Strada, Marano Lagunare, Palazzolo dello Stella i Pocenia.

## Administració
| Període | Identitat      | Partit        |
| ------- | -------------- | ------------- |
| 2004-   | Dino Del Ponte | Llista cívica |